# Kiehuva
Kiehuva est un village, un quartier et une zone statistique de Valkeala à Kouvola en Finlande ,
.

## Description
Le quartier est situé au sud de l'agglomération centrale de Kouvola, entre Kouvola et Anjalankoski.
Jusqu'en 2009, Kiehuva faisait partie de la municipalité de Valkeala. 
Kiehuva et ses villages voisins sont aussi appelés Kouvolankylä.
Kiehuva abrite le court de tennis de Keihuva et le sentier de randonnée de Myllypuro.
La réserve naturelle de Styrman (9,3 ha) est située à Kiehuva juste à côté de la zone protégée de Myllypuro (17,4 ha),. 
La forêt protégée répond aux critères de sélection METSO (fi).
Les quartiers voisins sont Aitomäki, Vahtero, Kankaro, Mielakka, Myllykoski, Ummeljoki et Koria.